# 10885 Хорімасато
10885 Хорімасато (10885 Horimasato) — астероїд головного поясу, відкритий 7 листопада 1996 року.
Тіссеранів параметр щодо Юпітера — 3,221.